# Francesco Parona
Don Francesco Carlo Fabrizio Parona, patrizio di Pavia (Lodi, 12 gennaio 1842 – Gozzano, 10 agosto 1907), è stato un medico e politico italiano.

## Biografia
Laureato in medicina, specializzato in ortopedia e anatomia, esercitò quasi esclusivamente a Novara, dove fu a lungo chirurgo capo dell'Ospedale maggiore, presidente dell'ordine dei sanitari e membro del consiglio sanitario provinciale. Socio delle accademie di medicina di Torino, Bologna e Roma, in quest'ultima città fece parte del Comitato centrale sanitario.

## Riconoscimenti
Nel 1926 il comune di Novara gli ha intitolato una via nel quartiere San Martino.